# Eupithecia perciliata
Eupithecia perciliata är en fjärilsart som beskrevs av W. Warren 1901. Eupithecia perciliata ingår i släktet Eupithecia och familjen mätare. Inga underarter finns listade i Catalogue of Life.